# Урочище Карасу-Баши
Уро́чище Карасу́-Баши́ (крим. Qarasuv Başı, Къарасув Башы)) — гідрологічна пам'ятка природи в однойменному урочищі національного значення у Кримських горах на теренах Бахчисарайського району АР Крим. Створена відповідно до Постанови Кабінету міністрів УРСР від 14 жовтня 1975 за № 780 шляхом реорганізації пам'ятки природи місцевого значення, затвердженої 1960 року.

## Загальні відомості
Землекористувачем теренів урочища є Державне підприємство Білогірське державне лісове господарство. Урочище розташовано у квадраті 14 Новокленівського лісництва.
Пам'ятка належить до ІІІ категорії Міжнародного союзу охорони природи.
Площа пам'ятки 24 гектари. Найближчими поселеннями до пам'ятки є села Карасівка (крим. Qarasuv Başı) і Голованівка (крим. Başı). Вона розташована на схилі гірського плато Карабі-Яйла плато Карабі-Яйла Головного пасма Кримських гір, чия висота становить близько 1000 м н. р. м. Крім того на плато знаходяться ще декілька пам'яток природи і заповідників:
- Ботанічний заказник «Карабі-яйла» на плато для захисту лікарські рослини
- Ботанічна пам'ятка природи «Гора Каратау» на верхньому плато для захисту букового пралісу[1] (Fagus sylvatica Linnaeus)
- Ботанічна пам'ятка природи «Карабі-яйлинська котловина» для збереження роговика Біберштейна
- Геологічна пам'ятка природи Карстова шахта Солдатська на Карабі-яйлі — найглибша печера України
- Геологічний заказник «Гірський карст Криму»

## Опис
В урочищі на схилі плато Карабі-яйла за великим каменем розміщене джерело Карасу-Баши (крим. Qarasuv Başı)) — найбільше карстове джерело води Криму продуктивністю 200л/с до 1,39 м³/хв. Це джерело не пересихає і не замерзає, при температурі води впродовж року від +9 до +11 °C. Потік води зменшився з будівництвом насосної станції, що подає воду в Білогірський район. Джерело вперше описував 1786 француз Жильбер Ромі, а 1794 тут побував академік Петер-Симон Паллас. Звідси розпочинається річка Біюк-Карасу, що є правою притокою Салгиру.
Вода потрапляє до джерела з усіх карстів плато печерою Су-Учхан-Коба (Печера падаючої води), чия довжина становить 20 м при глибині 26 м. Весною в період водопілля витрата води доходить до 39,2 м³/сек. Тоді вода пробивається навколо каменя на висоті до 3 метрів. Вище за течією весною при швидкому таненні снігу ненадовго оживає двокаскадний водограй «Дівочі сльози» заввишки 20 метрів. Воно живиться з прісноводного безстічного озера Великий Когей біля північного краю плато Карабі-яйла. Великий Когей є одним з п'яти прісноводних озер Криму і найбільшим і найглибшим з чотирьох яйлових озер. Весною його площа сягає 0,11 км² при глибині 1,5 м, а влітку воно зазвичай пересихає.
З двох сторін круті схили урочища вкриті уламками каміння, валунами і густо зарослі дубово-грабового лісу з корчами дерну (Cornus mas L.), кизилу, ліщини (Corylus avellana L.), ожини (Eubatus).

## Галерея

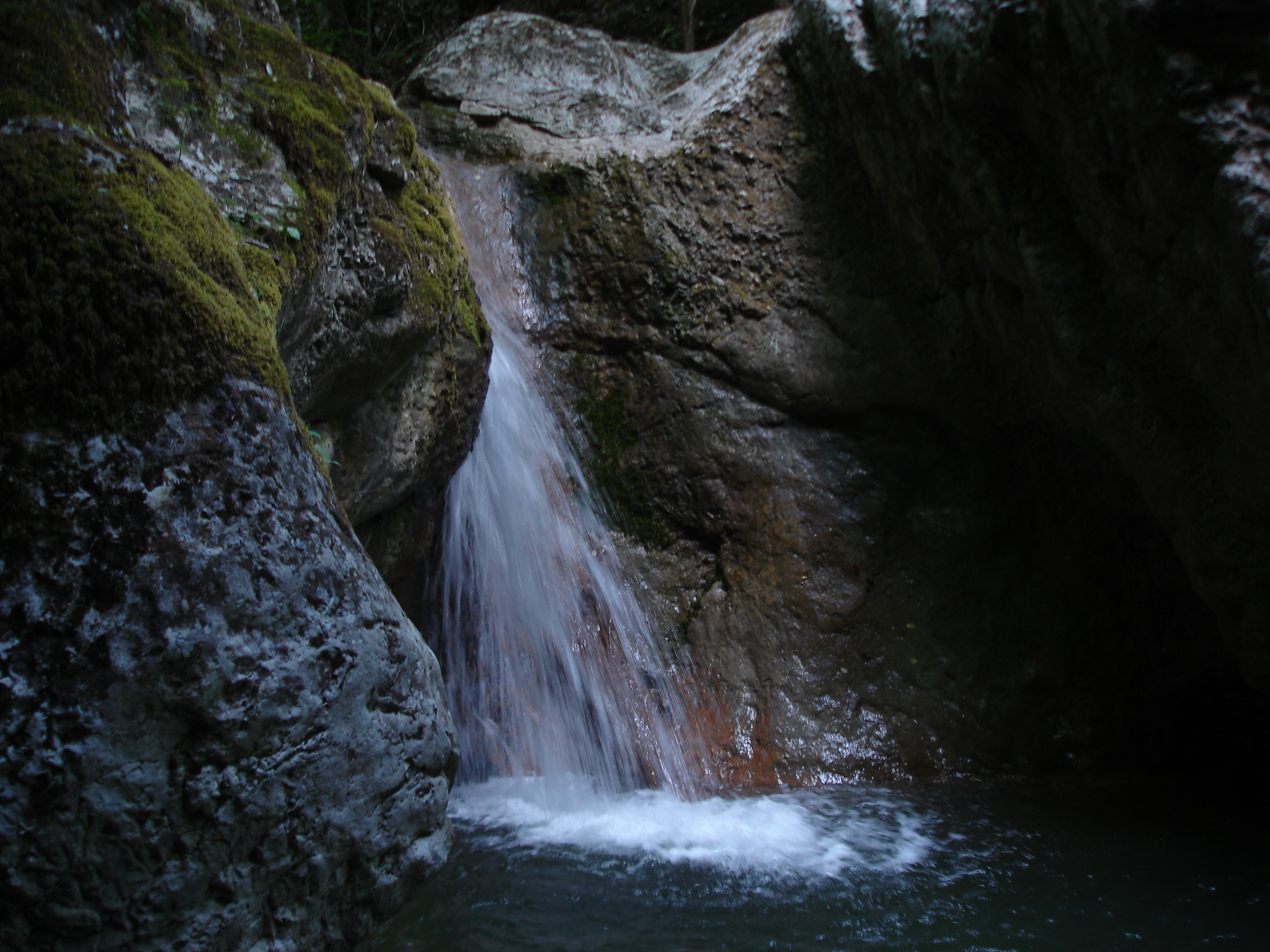
Водоспад в урочищі
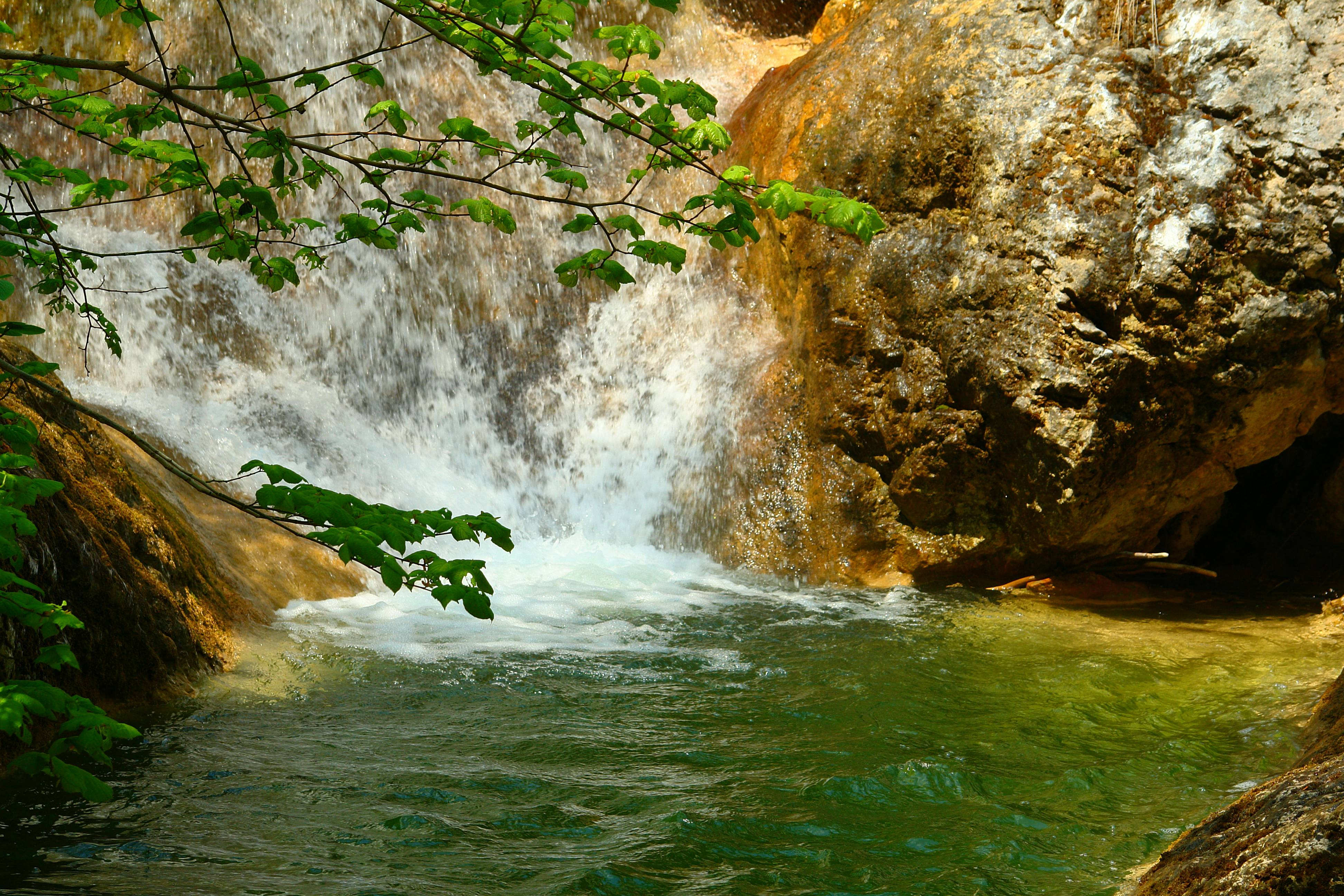
Маленький водоспад
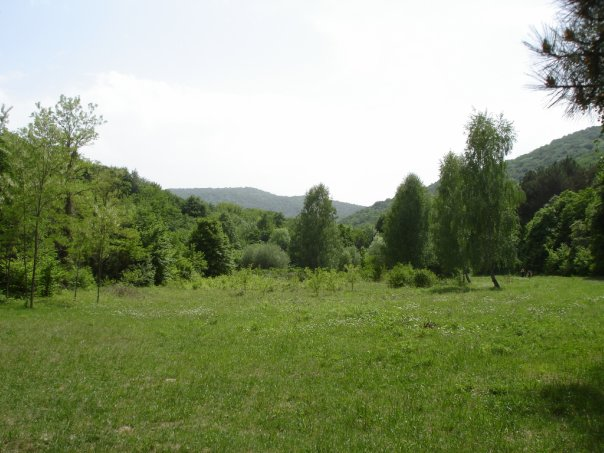
Галявина, Урочище Карасу-Баші